# Wólka Mała (Białoruś)
Wólka Mała (biał. Малая Вулька; ros. Малая Вулька) – wieś na Białorusi, w obwodzie brzeskim, w rejonie pińskim, w sielsowiecie Chojno, przy drodze republikańskiej R147.
W dwudziestoleciu międzywojennym leżała w Polsce, w województwie poleskim, w powiecie pińskim, w gminie Chojno. Po II wojnie światowej w granicach Związku Sowieckiego. Od 1991 w niepodległej Białorusi.